# Cinq Caméras brisées
Pour plus de détails, voir Fiche technique et Distribution.
Cinq Caméras brisées (Five Broken Cameras) est un  documentaire franco-israélo-palestinien écrit et réalisé par Emad Burnat et Guy Davidi, et sorti en 2011.

## Synopsis
Lorsque son quatrième fils naît en 2005, Emad Burnat, un cadreur palestinien autodidacte, achète sa première caméra. Au même moment, dans son village de Bil'in, une barrière de séparation est construite et les villageois commencent à résister.
L'année suivante, Burnat filme à la fois leur lutte, menée par deux de ses meilleurs amis, et son fils qui grandit. Bientôt, les événements affectent directement sa famille et sa propre vie. Arrestations quotidiennes, attaques violentes, bulldozers déracinant des oliviers, pertes de vies humaines et raids nocturnes dans le village effrayent sa famille. Ses amis, ses frères et lui-même se font tirer dessus ou arrêter. Ses caméras, l'une après l'autre, sont détruites.
Finalement, en 2009, Burnat approche Guy Davidi, un réalisateur israélien, et, ensemble, avec ces cinq caméras cassées et les histoires qu'elles racontent, ces deux cinéastes montent et créent le film. Le film est construit en cinq chapitres et un épilogue, et les bris successifs illustrent la montée de la violence. Plusieurs personnes sont emprisonnées, blessées (y compris Emad Burnat), voire tuées - notamment Bassem, alias Phil, l'un des principaux personnages du film.

## Fiche technique
- Titre : Cinq Caméras brisées
- Titre original : Five Broken Cameras
- Titre arabe : خمس كاميرات محطمة (Khamas Kamīrāt Muḥaṭṭamah)
- Titre hébreu : חמש מצלמות שבורות (Hamesh Matslemot Shvurot)
- Réalisation : Emad Burnat et Guy Davidi
- Scénario : Guy Davidi
- Production : Guy Davidi, Emad Burnat, Serge Gordey, et Christine Camdessus
- Société de production : Guy DVD Films, Burnat Films, Alegria Productions
- Distribution : Zeugma Films (France), Kino Lorber (États-Unis)
- Photographie : Emad Burnat
- Montage : Véronique Lagoarde–Ségot et Guy Davidi
- Musique : Le Trio Joubran
- Genre : documentaire
- Langue : arabe, hébreu
- Durée  : 94 minutes
- Pays de production :  Palestine,  Israël,  France
- Dates de sortie :
  - Pays-Bas International Documentary Film Festival Amsterdam 2011 : 23 novembre 2011

## Accueil
Le film a reçu un accueil très positif. Il obtient une note de 94 % sur l’agrégateur de critiques Rotten Tomatoes, basé sur 35 critiques.

## Distinctions

### Récompenses
- Festival international du film documentaire d'Amsterdam 2011 : prix du public et prix spécial du jury
- Festival du film de Sundance 2012 : meilleur réalisateur international pour Emad Burnat et Guy Davidi
- Festival international du film d'Erevan 2012 : Abricot d'or du meilleur documentaire
- Cinéma du réel 2012 : Prix Louis-Marcorelles
- International Emmy Awards 2013 : meilleur documentaire

### Nominations
- Oscars du cinéma 2013 : meilleur film documentaire